# 大斯拉卡内岛
大斯拉卡内岛是克罗地亚邻近亚得里亚海部分的一个岛屿，位于洛希尼島、烏尼耶島与蘇薩克島，小斯拉卡内岛的正北方向，面积1.15平方公里，人口3个（2011年人口普查数据）。最高峰为大斯特拉扎山（Vela straža），高达59米。截至2012年，岛上无汽车、零售店和自来水，但有电力供应。岛屿缺乏天然的避风港，只有两座混凝土码头，但不适宜长期停泊。另外海岸遍布礁石。岛民们只能在海上停船，无法抛锚在岸边停靠。自史前时代以来，岛上一直有人居住，维拉斯塔拉扎山有史前定居点的遗迹。